# LCA Audiovisuales
LCA Audiovisuales es una productora audiovisual cubana, premiada del Festival de Música Independiente (IMAs) de New York, Estados Unidos y nominada a los Grammy Latinos 2020.

## Historia
LCA Audiovisuales es la productora audiovisual cubana fundada por el realizador cubano David Hernández. Con sede en la ciudad de Santiago de Cuba, ha sido galardonada nacional e internacionalmente en festivales donde se reconoce y premia el arte audiovisual.
Destacada en los géneros de videoclip y documental, a estado a cargo de la producción de materiales como el documental Nuestro Changüí, siendo este premiado a la mejor dirección en el XVIII Festival de Música Independiente (IMAs) de New York, Estados Unidos. La obra sobresalió en la categoría Long Form Music Video.
Además nominada al Grammy Latino 2020 con el disco DVD Nuestro Changüí del grupo Changüí Guantánamo en la categoría mejor álbum tropical tradicional.
En su catálogo audiovisual también cuenta con el DVD musical por el 25 aniversario del Septeto Santiaguero Archivado el 27 de febrero de 2022 en Wayback Machine. y el material audiovisual Van Van en Santiago de Cuba de la agrupación Los Van Van.

## DVD Nuestro Changüí
El documental Nuestro Changüí dirigido por David Hernández y Enrique Alonso, además con guion de Yaremi Estonel y José Cuenca Sosa, es una obra de alrededor de una hora y fruto de la colaboración de LCA Audiovisuales y la Empresa de Grabaciones y Ediciones Musicales (EGREM). El largometraje aborda sobre el género montuno a partir de canciones, imágenes de Guantánamo y entrevistas a figuras del género. Es un homenaje a figuras como Chito Latamblé, Pedro Speck y todas las personas que contribuyen a la vitalidad del changüí.

## Catálogo
- DVD Nuestro Changüí [9]
- DVD 25 Aniversario Septeto Santiaguero [10]
- DVD JG en Santiago de Cuba[11][12]
- DVD Agrupación Son Diamante [13]
- DVD Tour Pupy y los que Son Son pasándola bien en Santiago
- DVD Sombas de Waldo Mendoza
- DVD Van Van en Santiago
- Película Molinos de Viento [14]